# Tanycoryphus clavicornis
Tanycoryphus clavicornis är en stekelart som beskrevs av Wallace A. Steffan 1950. Tanycoryphus clavicornis ingår i släktet Tanycoryphus och familjen bredlårsteklar. Inga underarter finns listade i Catalogue of Life.